# Wörthersee
Le Wörthersee est un lac d'Autriche situé dans le Land de Carinthie.

## Généralités
Le lac qui a une superficie de plus de 19 km2, mesure 20 km de long par 2 km de large. Il est orienté est-ouest. Il se situe, à l'est, aux abords de la capitale du land de Carinthie, Klagenfurt et de Velden à l'Ouest. Il est entouré au nord et au sud par des basses montagnes couvertes de forêts denses, par delà, on aperçoit les sommets enneigés des Alpes. Les eaux du lac sont profondément bleues/vertes.
Au début du XIXe siècle, les rives marécageuses n'étaient habitées que par des paysans peu fortunés. La construction de l'Österreichische Südbahn, au milieu du XIXe siècle, a rapidement transformé le lac en un lieu de villégiature pour la noblesse viennoise.
La rive nord est densément construite. L'autoroute et le chemin de fer occupent l'étroit espace entre les collines escarpées et de la rive. Les villes principales sont Krumpendorf, Pörtschach et Velden am Wörther See. La rive sud est plus calme et moins développée.
En hiver, la région est couverte de neige et environ tous les dix ans, le lac gèle, attirant beaucoup de patineurs.

## Tourisme
Le climat de type méditerranéen, le calme et la propreté des eaux font du lac une destination touristique populaire en été. Bien que la région autour du lac soit appelée le « Monte-Carlo autrichien », le tourisme autour du lac Wörthersee a souffert au cours des dernières décennies de la concurrence des packages touristiques bon marché, proposés pour des destinations plus lointaines. En réponse, bon nombre des sociétés touristiques locales ont essayé de se recentrer sur des activités de plus grande qualité, tournées vers les familles et en développant activement le golf ou l'équitation.
Beaucoup de touristes visitent le lac durant les mois de juillet et août lorsque les eaux du lac atteignent une température de 25 °C. Une large proportion de visiteurs y retourne chaque année et possède ou loue des résidences de vacances se situant le long du rivage. Ils viennent en majorité de Vienne, du Nord de l'Allemagne et des Pays-Bas.
Le plus grand rassemblement de Golf GTI en Europe, l'AutoNews Wörthersee GTi-Treffen, s'y tient chaque année en mai depuis 1981.

## Géographie

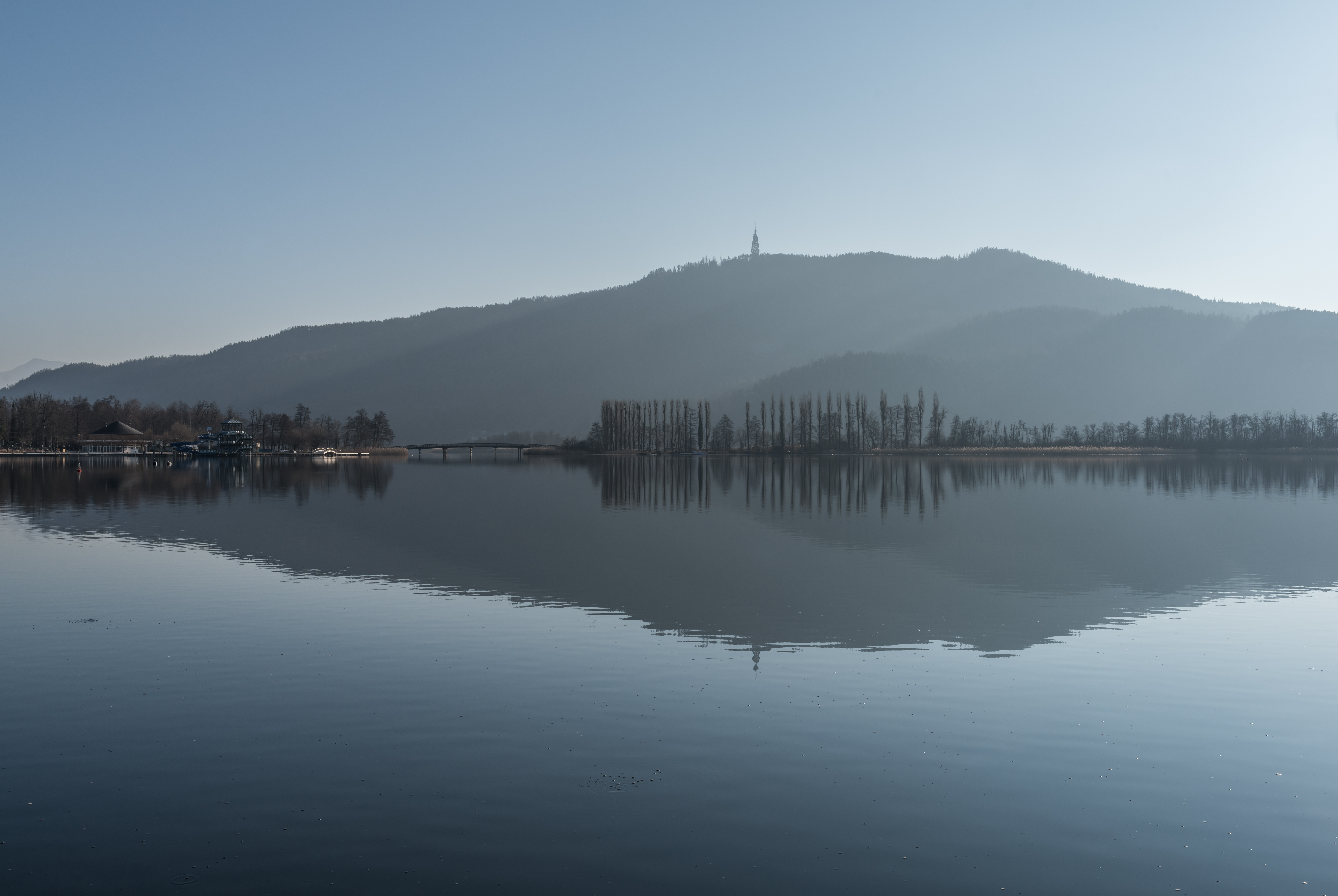
Vue du lac. Janvier 2016.

Le lac est situé au cœur des basses montagnes de la Carinthie (Land) qui ont été formées par des glaciers durant la période glaciaire. C'est le plus grand lac de la région. Il est divisé en trois bassins séparés par des îles et des péninsules.
Le bassin ouest s'étend de Velden à Pörtschach, le bassin central de Pörtschach à Maria Wörth et le bassin est de Maria Wörth à Klagenfurt. Le lac est alimenté par la Glanfurt, pour se jeter dans la Drave via les rivières Glan et Gurk.

## Faune
La faune du lac est dominée par les poissons que l'on retrouve typiquement dans les lacs alpins. Les plus communes des espèces sont le grand brochet (Esox lucius) et le Corégone Lavaret.

## Transports
L'autoroute Sud A2 allant de Vienne à l'Italie passe le long de la partie nord du lac, de même que l'autoroute B83 reliant Villach et Klagenfurt ainsi que la ligne de chemin de fer Vienne-Venise. Une piste cyclable longe la rive nord.
En été, les bateaux de passagers relient les plus grandes villes du lac. Le nombre de bateaux privés à moteur est restreint par un système de quota afin de limiter leur impact sur l'environnement et les accidents avec les baigneurs.